# Peter Näslund
Peter Näslund, född 19 oktober 1962 i Helsingborg, är en svensk advokat och delägare på Advokatfirma Lindhs DLA Nordic. Han blev under 1990-talet känd som ansvarig för Carl-Eric Björkegrens konkurs, en av Sveriges största privatkonkurser. 2008 blev han känd som Rockadvokaten när han startade Legal Records, ett skivbolag med artisterna Sulo, Staffan Hellstrand och Sara Löfgren.